# Volea, Starîi Sambir
Volea (în ucraineană Воля) este o comună în raionul Starîi Sambir, regiunea Liov, Ucraina, formată numai din satul de reședință.

## Demografie
Componența lingvistică a comunei Volea
     Ucraineană (100%)
Conform recensământului din 2001, toată populația comunei Volea era vorbitoare de ucraineană (100%).